# Polde Eberl - Jamski
Lavoslav "Polde" Eberl - Jamski
Narodni heroj ter komunistični propagandist med drugo svetovno vojno, ki je deloval na območju Zasavja, v kasnejšem obdobju pa na območju Koroške. Naziv "Jamski" si je prislužil zaradi skrivanja v jami Kukla (južno od vasi Selce v občini Zagorje ob Savi), ko je bil ranjen.